# Aschal Achmat-Chuža
Aschal Achmat-Chuža (bakširsky Әсхәл Әхмәт-Хужа, 24. června 1942, Amangildino – 8. listopadu 2018, Askarovo) byl baškirský básník a překladatel.

## Život
Vystudoval pedagogický institut v Sterlitamaku. Od roku 1965 pracoval v redakci časopisu Agiděl v kanceláři Svazu spisovatelů. Vystudoval Vyšší literární kurzy v Moskvě. Aktivně začal psát na počátku šedesátých let. V roce 1958 napsal první báseň Den radosti. První sbírka básní mladého básníka Jezdec vyšla v roce 1968.
Do baškirského jazyka přeložil díla básníků Šoty Rustaveliho, Eduardase Mieželaitise, Rasula Gamzatova a Davida Kugultinova. Psal také pro děti.
Je autorem více než 30 sbírek a překladů poezie.